# Cameron Diaz
Pour les articles homonymes, voir Diaz.
Cameron Diaz /ˈkæm.ɹən ˈdi.az/, née le 30 août 1972 à San Diego (Californie), est une actrice américaine.
Tout d'abord mannequin, elle se révèle au cinéma dès son premier film, la comédie fantastique The Mask (1994), puis devient célèbre en tenant le rôle-titre de la comédie romantique Mary à tout prix (1998).
Durant le reste de la décennie, l'actrice enchaîne les collaborations prestigieuses : Very Bad Things (1998), de Peter Berg, Dans la peau de John Malkovich (1999), de Spike Jonze, L'Enfer du dimanche (1999), d'Oliver Stone, Vanilla Sky (2001), de Cameron Crowe et Gangs of New York (2002), de Martin Scorsese. Elle prête également sa voix à la princesse Fiona dans la saga de films d'animation Shrek.
Cependant, c'est dans la comédie, souvent potache, qu'elle se spécialise : Allumeuses ! (2002), The Holiday (2006), Jackpot (2008), Bad Teacher (2011), Gambit : Arnaque à l'anglaise  (2012), Triple alliance, Annie et Sex Tape (2014). Elle tient aussi les premiers rôles féminins des comédies d'action Charlie et ses drôles de dames (2000), Charlie's Angels 2 : Les anges se déchaînent ! (2003), Night and Day (2010), The Green Hornet (2011) et Back in Action (2025).
En 2018, elle annonce mettre un terme à sa carrière cinématographique, avant de revenir sur cette décision en 2022.

## Biographie

### Jeunesse
Cameron Michelle Diaz est la plus jeune fille d'Emilio Diaz et de Billie Diaz (née Early). Son père, mort en 2008, travaillait pour une compagnie pétrolière californienne, et sa mère dans l'import-export. Elle est d'origine cubaine et espagnole (par son père) ainsi qu'anglaise, néerlandaise et allemande (par sa mère).
À 16 ans, après avoir été repérée par un photographe, elle commence une carrière dans le mannequinat. Embauchée par l'agence Elite, elle passe plusieurs années à travailler à travers le monde et obtient des contrats avec de grandes marques : Calvin Klein, Levi's, Coca-Cola ou encore Nivea. En juillet 1990, à presque 18 ans, elle fait la couverture du magazine Seventeen.

### Carrière

#### Débuts et révélation (1994-1998)
En 1994, à la suite de la rencontre d'un agent d'Elite avec les producteurs du film The Mask, Cameron Diaz est auditionnée pour le principal rôle féminin. Bien qu'elle n'ait aucune expérience d'actrice, elle est finalement retenue. Mais elle préfère suivre des cours avant de commencer le tournage. Le succès de cette comédie fantastique — le film a rapporté 351 583 407 $, ce qui le classe en 4e place au box-office mondial pour l'année 1994 — la propulse à 21 ans sur le devant de la scène. Elle décroche une nomination au Golden Globe de la meilleure actrice dans un film musical ou une comédie.
Elle tourne ensuite pour le circuit indépendant du cinéma américain. Elle est ainsi à l'affiche de films plus modestes, tels que L'Ultime Souper en 1995, ou Petits mensonges entre frères et Feeling Minnesota en 1996.
En 1997, elle se fait remarquer dans des rôles de grandes blondes sexy au caractère bien trempé : d'abord dans Une vie moins ordinaire avec Ewan McGregor, où elle joue une jeune fille riche et cynique qui s'amuse de son kidnapping. Puis, en incarnant la parfaite rivale de l'héroïne, jouée par Julia Roberts, dans Le Mariage de mon meilleur ami.
En 1998, Cameron Diaz est révélée au grand public grâce au succès surprise de la comédie irrévérencieuse Mary à tout prix, dont elle tient le rôle-titre, face à Ben Stiller. La même année, elle campe une future mariée hystérique dans Very Bad Things de Peter Berg.
Elle va dès lors enchaîner des projets d'envergure.

#### Confirmation critique et commerciale (1998-2004)

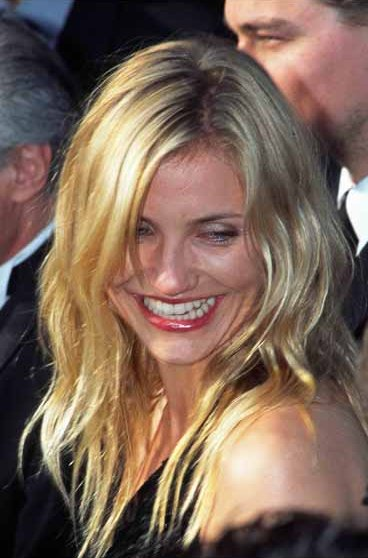
L'actrice à la première de Gangs of New York au Festival de Cannes 2002.

En 1999, elle incarne une épouse siphonnée dans Dans la peau de John Malkovich, sous la direction du prodige du cinéma indépendant américain, Spike Jonze. Sa prestation est très bien reçue, lui valant une nomination au Golden Globe de la meilleure actrice dans un second rôle et au British Academy Film Award de la meilleure actrice dans un second rôle. Elle côtoie ensuite Al Pacino dans L'Enfer du dimanche, un thriller réalisé par le maître Oliver Stone, où elle incarne l'impitoyable propriétaire d'une équipe de football américain.
Dès lors, elle alterne comédies et projets dramatiques réalisés par des grands cinéastes.
En 2000, elle passe à un registre plus léger en menant le casting de Charlie et ses drôles de dames, l'adaptation cinématographique de la série télévisée Drôles de dames. Elle est entourée de Drew Barrymore, également productrice, et de Lucy Liu. La réalisation est confiée à un metteur en scène issu du clip, McG. Le film est un gros succès commercial, éclipsant l'échec de Vérité apparente, un téléfilm où elle campe une hippie engagée contre la guerre du Viêt Nam, face à Jordana Brewster. La même année, elle rejoint le casting de stars telles que : Glenn Close ou encore Calista Flockhart, pour le film dramatique acclamé par la critique Ce que je sais d'elle... d'un simple regard, qui remporte plusieurs prix à travers le monde.
En 2001, elle incarne la fiancée névrosée de Tom Cruise dans le remake Vanilla Sky de Cameron Crowe, rôle pour lequel elle décroche une seconde nomination au Golden Globe de la meilleure actrice dans un second rôle. Mais la même année, elle participe à la comédie potache Allumeuses ! de Roger Kumble avec Selma Blair et Christina Applegate, puis au film d'animation Shrek où elle prête sa voix au personnage de la princesse Fiona.
En 2002, elle revient à un cinéma ambitieux, en partageant l'affiche de la fresque historique Gangs of New York de Martin Scorsese, avec Daniel Day-Lewis et Leonardo DiCaprio. Le film décroche une nomination à l'Oscar du meilleur film. Pour son rôle, l'actrice décroche sa quatrième nomination au Golden Globe de la meilleure actrice dans un second rôle.
Elle enchaîne avec la comédie d'action Charlie's Angels 2 : Les anges se déchaînent !, qui est mal reçue par la critique et déçoit au box-office. Le film lui vaut une première nomination aux Razzie Awards dans la catégorie Pire Actrice.
Elle fait ensuite une pause de deux ans, ne participant qu'en 2004 au doublage de Shrek 2.

#### Hiatus et retour (2005-2011)

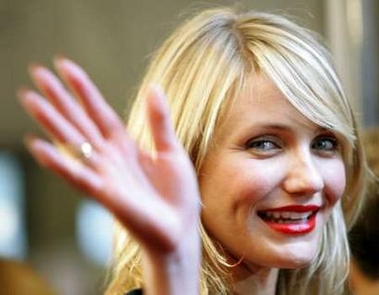
Cameron Diaz au festival de Toronto de 2005, pour In Her Shoes.

Cameron Diaz revient au cinéma en 2005 avec la comédie dramatique In Her Shoes, réalisée par Curtis Hanson et produite par Tony et Ridley Scott.
Elle renoue ensuite avec la comédie, elle joue en 2006 dans The Holiday de Nancy Meyers, avec Kate Winslet, puis dans Jackpot en 2008. Ce dernier film lui vaut deux nominations aux Razzie Awards, notamment pour le couple qu'elle forme à l'écran avec son partenaire Ashton Kutcher.
D'après le classement 2008 du magazine Forbes, ses gains en 2007 sont estimés à 50 millions de dollars ; elle est alors l'actrice la mieux payée au monde, devant Keira Knightley avec 32 millions de dollars,.
En 2009, elle revient au drame. D'abord avec le mélo Ma vie pour la tienne réalisé par Nick Cassavetes, adaptation du livre My Sister's Keeper. Puis, elle est la star du thriller The Box de Richard Kelly. Le film divise la critique et a un succès modeste.
En 2010, la version française du magazine FHM classe Cameron Diaz en 54e position des plus belles femmes (54e en 2009, 18e en 2008, 13e en 2007 et 24e en 2006). La même année, elle apparaît dans trois blockbusters hollywoodiens. Elle tourne tout d'abord dans le film d'action Night and Day de James Mangold, dans lequel elle retrouve Tom Cruise. Elle joue ensuite un rôle secondaire dans The Green Hornet de Michel Gondry et, enfin, elle retrouve le personnage de Fiona dans Shrek 4 : Il était une fin.
Le 14 juin 2011, elle est invitée comme jurée à la version française de l'émission X Factor pour les quarts de finale, au côté de Lady Gaga et Jennifer Lopez. Elle en profite pour tourner une caméra cachée dans un lycée parisien. Elle se rend ensuite en Russie et en Allemagne avant de la sortie de sa nouvelle comédie, Bad Teacher.
Dans le classement 2011 du magazine Forbes, Cameron Diaz arrive en 8e position des actrices les mieux payées du cinéma américain, avec une moyenne de 18 000 000 $ par film.
En août 2011, elle est nommée aux Teen Choice Awards dans la catégorie « Actrice de comédie » pour son rôle dans Bad Teacher. Présente à la cérémonie, elle remporte le prix de la meilleure actrice de comédie.

#### Échecs successifs et passage à l'écriture (depuis 2012)

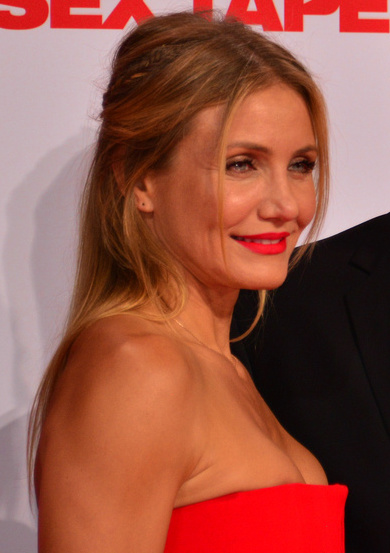
Cameron Diaz en 2014, à la première de Sex Tape.

En 2012, Cameron Diaz joue dans deux comédies : Gambit : Arnaque à l'anglaise aux côtés de Colin Firth, puis Ce qui vous attend si vous attendez un enfant, une adaptation du best-seller américain du même nom. Pour ce second projet, elle joue avec Matthew Morrison de la série Glee et la chanteuse Jennifer Lopez. Afin de faire taire les rumeurs d'une mésentente avec Jennifer Lopez sur le tournage, les deux stars assistent à la cérémonie des Oscars 2012 et remettent un prix ensemble. Elles apparaissent aussi sur le plateau de l'émission de Ellen DeGeneres. Ces deux comédies sont très mal reçues par la critique et le public,. Ce qui vous attend si vous attendez un enfant connait même quelques déconvenues aux États-Unis, où sa date de sortie est repoussée à 2013.
L'actrice voit néanmoins son contrat pour la marque horlogère TAG Heuer renouvelé pour une nouvelle campagne publicitaire[réf. nécessaire].
En 2013, elle est à l'affiche de Cartel de Ridley Scott, et de la comédie Sex Tape, retrouvant à cette occasion Jason Segel et Jake Kasdan, avec qui elle avait déjà travaillé sur Bad Teacher. Les deux films sont dans l'ensemble mal reçus par la critique, bien que sa performance dans Cartel soit saluée . Les deux films fonctionnent plutôt bien au box-office.
En 2014, elle est à l'affiche de Triple Alliance de Nick Cassavetes, où elle partage l'affiche avec Kate Upton et Leslie Mann. Puis, elle joue dans Annie, remake du film de 1982 et nouvelle adaptation de cette comédie musicale de Broadway, où elle s'essaye pour la première fois à la chanson. Sa prestation finale dans Annie est dans l'ensemble jugée « surjouée », bien que l'incarnation de son personnage soit plutôt fidèle à celle de son prédécesseur Carol Burnett. Les deux films valent à l'actrice des nominations aux Razzie Awards, dans les catégories « Pire Actrice Principale » pour Triple Alliance et « Pire Second Rôle Féminin » pour Annie.
Après ces cinq échecs critiques successifs, et un succès relatif de Triple Alliance dans des films de comédie, son genre favori, elle travaille à une suite de Bad Teacher. Parallèlement, elle publie un livre de conseils beauté et apparait dans les médias pour prodiguer des conseils.
En mars 2018, elle annonce mettre un terme à sa carrière cinématographique,.
En août 2020, elle revient sur son départ d’Hollywood dans un podcast de Gwyneth Paltrow et dit ne pas regretter son choix et être épanouie dans sa nouvelle vie.
En juin 2022, il a été annoncé que Cameron Diaz sortait de sa retraite pour une comédie d'action écrite par Seth Gordon et Brendan O'Brien intitulée Back in Action, produite pour Netflix et prévue pour 2023.

## Vie privée
Cameron Diaz présente un trouble du déficit de l'attention accompagné d'hyperactivité.
Cameron Diaz fréquente le producteur Carlos de la Torre de 1990 à 1995. Deux mois après sa rupture avec Carlos de la Torre, l'actrice de 22 ans entame une relation avec le chanteur américain Vince Neil, qu'elle quittera quelques mois plus tard. En fin d'année 1995, elle se met en couple avec l'acteur Matt Dillon ; ils finiront par se séparer trois ans plus tard, car l'acteur n'était pas prêt à s'engager.
En 1999, elle devient la compagne de l'acteur et chanteur américain Jared Leto, qui la demandera en mariage en 2002. Or, quelques mois après leurs fiançailles, ils se séparent. En avril 2003, elle entame une relation surmédiatisée avec le chanteur et acteur américain Justin Timberlake. Ils finiront par se séparer en décembre 2006. En début d'année 2007, Cameron Diaz a une brève liaison avec l'acteur et chanteur américain Tyrese Gibson, puis au printemps 2007, elle a une brève liaison avec le magicien américain Criss Angel. En 2008, elle fréquente brièvement le rappeur américain Sean Combs, avant de fréquenter le mannequin britannique Paul Sculfor pendant un an. De mai 2010 à septembre 2011, elle est en couple avec le joueur de baseball américain Alex Rodriguez. En 2012, elle a de nouveau une liaison avec Sean Combs.
Depuis mai 2014, elle partage la vie du musicien américain Benji Madden, avec qui elle se fiance sept mois plus tard, quelques jours avant Noël. Le couple se marie le 5 janvier 2015. Le 30 décembre 2019, ils deviennent les parents d'une fille, prénommée Raddix Madden, ayant eu recours à une mère porteuse. En mars 2024, elle annonce la naissance d'un garçon prénommé Cardinal Madden.

## Filmographie

### Cinéma

#### Années 1990
- 1994 : The Mask de Chuck Russell : Tina Carlyle
- 1995 : L'Ultime Souper (The Last Supper) de Stacy Title : Jude
- 1996 : Petits Mensonges entre frères (She's the One) d'Edward Burns : Heather
- 1996 : Feeling Minnesota de Steven Baigelman : Freddie Clayton
- 1996 : Petits meurtres entre nous (Head Above Water) : Nathalie
- 1997 : Meurtre à Tulsa  (Keys to Tulsa) de Leslie Greif : Trudy
- 1997 : Le Mariage de mon meilleur ami (My Best Friend's Wedding) de P.J. Hogan : Kimberly Wallace
- 1997 : Une vie moins ordinaire (A Life Less Ordinary) de Danny Boyle : Céline Naville
- 1998 : Las Vegas Parano (Fear and Loathing in Las Vegas) de Terry Gilliam : Reporter TV blonde
- 1998 : Mary à tout prix (There's Something About Mary) des frères Farrelly : Mary Jensen
- 1998 : Very Bad Things de Peter Berg : Laura Garrety
- 1998 : Welcome to Hollywood d'Adam Rifkin et Tony Markes : elle-même
- 1999 : Dans la peau de John Malkovich (Being John Malkovich) de Spike Jonze : Lotte Schwartz
- 1999 : L'Enfer du dimanche (Any Given Sunday) d'Oliver Stone : Christina Pagniacci

#### Années 2000

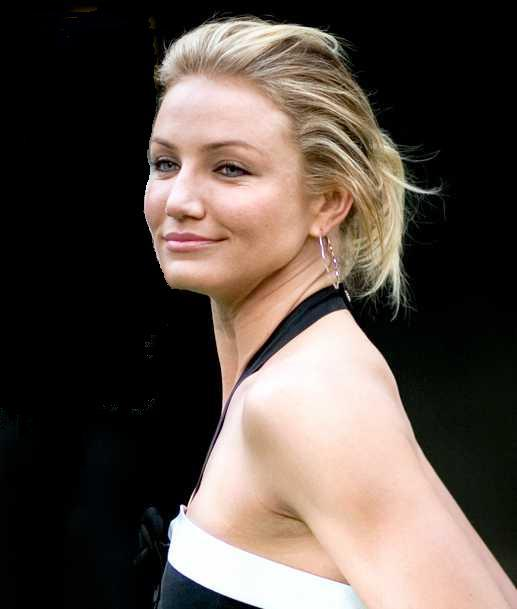
Cameron Diaz à la première londonienne de Shrek 3, en 2007.

- 2000 : Ce que je sais d'elle... d'un simple regard (Things You Can Tell Just by Looking at Her) de Rodrigo Garcia : Carol Faber
- 2000 : Charlie et ses drôles de dames (Charlie's Angels) de McG : Natalie Cook
- 2001 : Vérité apparente (The Invisible Circus) d'Adam Brooks : Faith
- 2001 : Shrek d'Andrew Adamson et Vicky Jenson (voix) : Princesse Fiona
- 2001 : Vanilla Sky de Cameron Crowe : Julie Gianni
- 2002 : Allumeuses ! (The Sweetest Thing) de Roger Kumble : Christina Walters
- 2002 : Gangs of New York de Martin Scorsese : Jenny Everdeane
- 2002 : Minority Report de Steven Spielberg : Une passagère dans le métro
- 2002 : Slackers de Dewey Nicks : elle-même
- 2003 : Charlie's Angels 2 : Les anges se déchaînent ! (Charlie's Angels: Full Throttle), de McG : Natalie Cook
- 2004 : Shrek 2 d'Andrew Adamson, Kelly Asbury et Conrad Vernon (voix) : Princesse Fiona
- 2004 : Shrek 3D de Simon J. Smith (voix) : Princesse Fiona
- 2005 : In Her Shoes de Curtis Hanson : Maggie Feller
- 2006 : The Holiday de Nancy Meyers : Amanda Woods
- 2007 : Shrek le troisième (Shrek The Third), de Chris Miller et Raman Hui (voix) : Princesse Fiona
- 2008 : Jackpot (What Happens in Vegas) de Tom Vaughan : Joy McNally
- 2009 : The Box de Richard Kelly : Norma Lewis
- 2009 : Ma vie pour la tienne (My Sister's Keeper) de Nick Cassavetes : Sara Fitzgerald

#### Années 2010

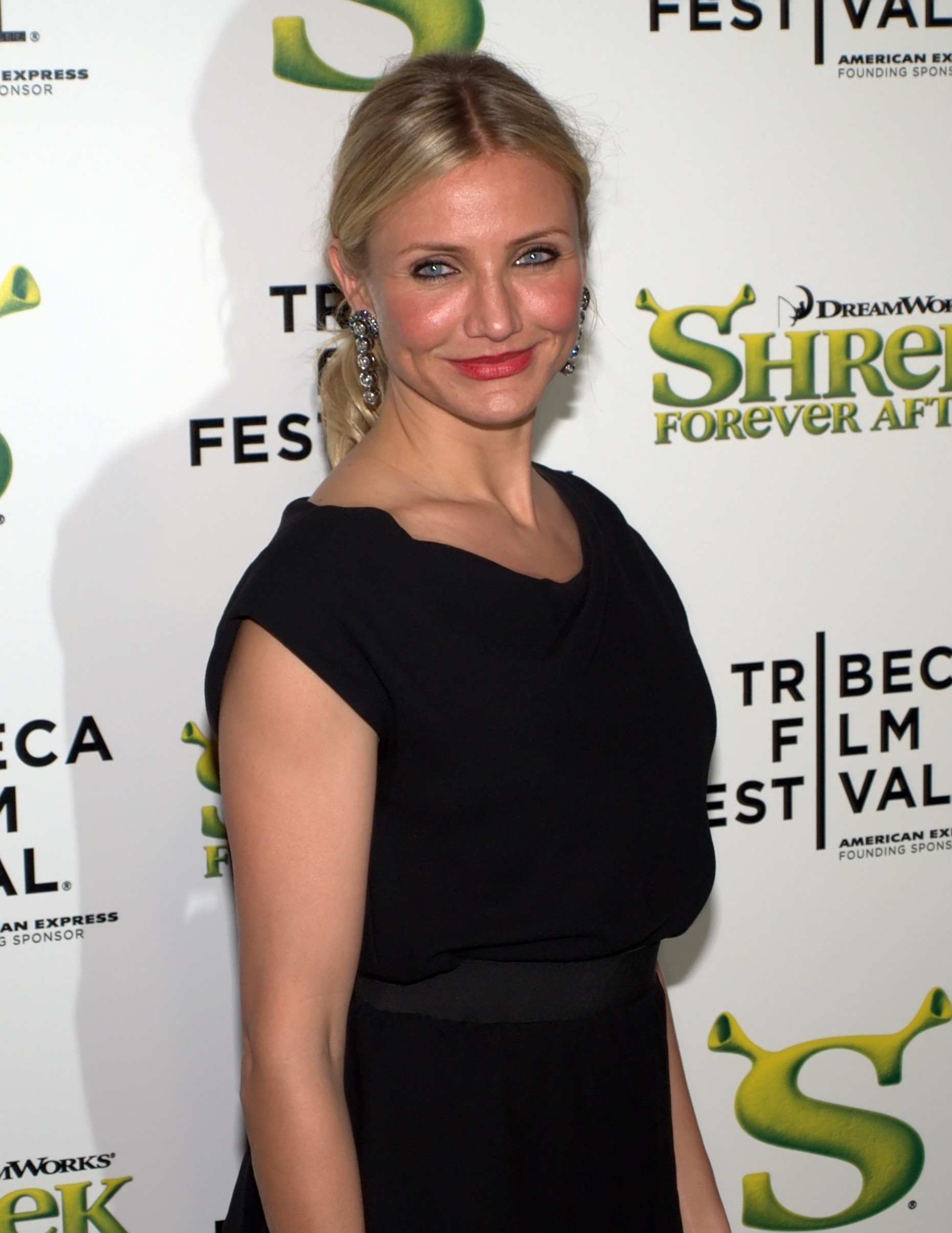
Cameron Diaz à l'avant-première de Shrek 4 en 2010.

- 2010 : Shrek 4 (Shrek Forever After) de Mike Mitchell (voix) : Princesse Fiona
- 2010 : Night and Day  (Knight and Day) de James Mangold : June Havens
- 2011 : The Green Hornet de Michel Gondry : Lenore Case
- 2011 : Bad Teacher de Jake Kasdan : Elizabeth Halsey
- 2012 : Ce qui vous attend si vous attendez un enfant (What to Expect When You're Expecting) de Kirk Jones : Jules Baxter
- 2012 : Gambit : Arnaque à l'anglaise (Gambit) de Michael Hoffman : PJ Puznowski
- 2013 : Cartel (The Counselor) de Ridley Scott : Malkina
- 2014 : Triple alliance (The Other Woman) de Nick Cassavetes : Carly Whitten
- 2014 : Sex Tape de Jake Kasdan : Annie
- 2014 : Annie de Will Gluck : Miss Hannigan

#### Années 2020
- 2025 : Back in Action de Seth Gordon : Emily
- 2025 : Outcome de Jonah Hill
- 2026 : Shrek 5 : Princesse Fiona (voix)

### Télévision
- 2007 : Joyeux Noël Shrek ! de Gary Trousdale (voix) : Princesse Fiona
- 2010 : Shrek, fais-moi peur !, de Gary Trousdale (voix) : Princesse Fiona
- 2010 : Le Noël Shrektaculaire de l'Âne, de Walt Dohrn et Raman Hui (voix) : Princesse Fiona

## Distinctions

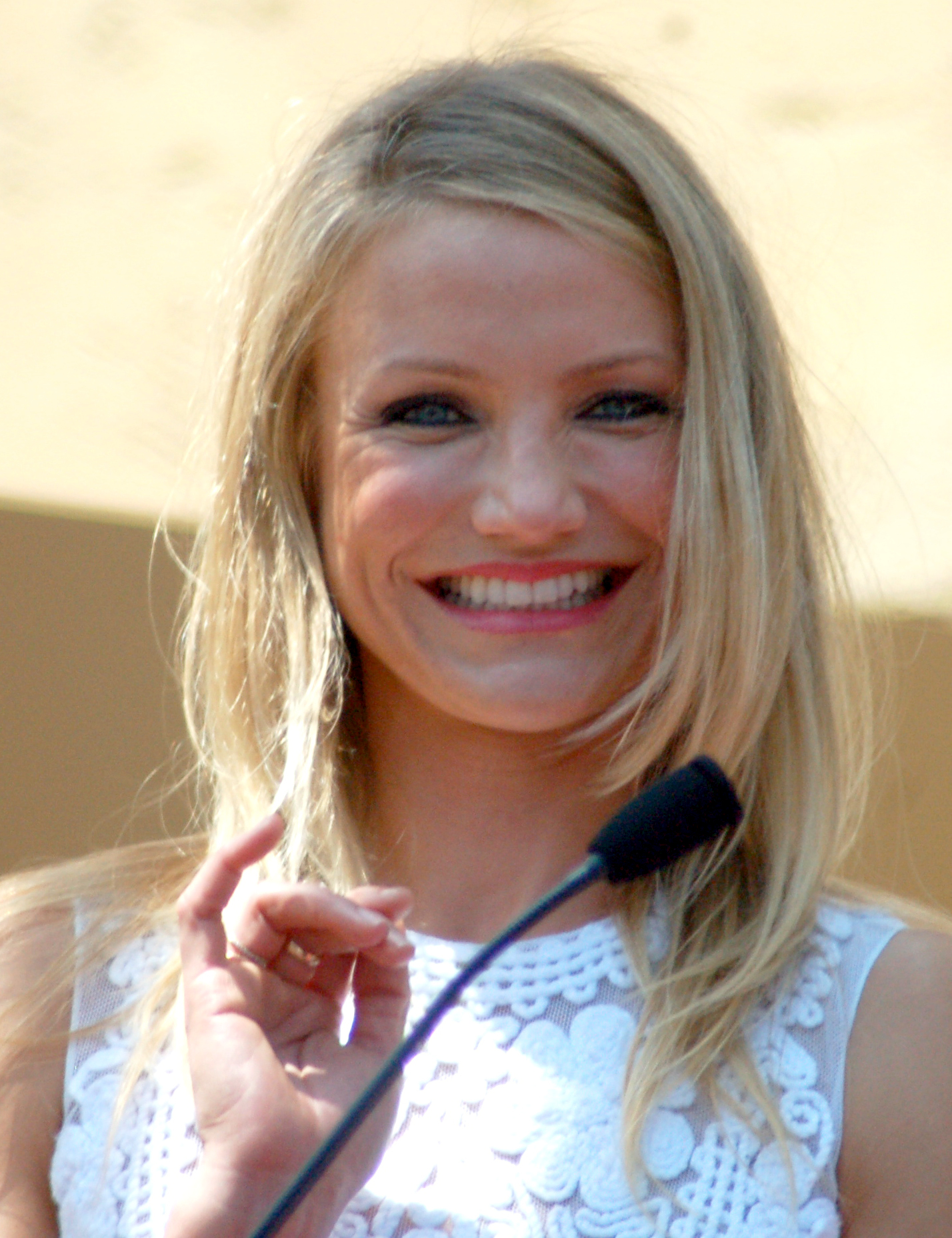
Cameron Diaz recevant son étoile sur le Hollywood Walk of Fame, en juin 2009.

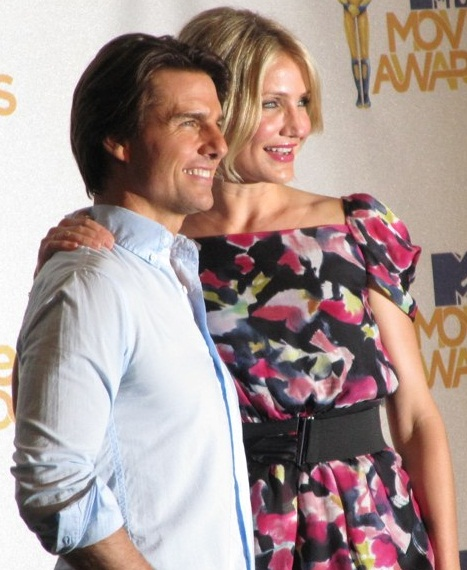
Tom Cruise et Cameron Diaz au MTV Movie Awards 2010.

Note : Cette section récapitule les principales récompenses et nominations obtenues par Cameron Diaz. Pour une liste plus complète, se référer au site IMDb.

### Récompenses
- ShoWest Awards 1996 : Star féminine de demain
- ALMA Award 1998 : du meilleur second rôle pour Le Mariage de mon meilleur ami
- Blockbuster Entertainment Awards 1998 : meilleur second rôle féminin pour Le Mariage de mon meilleur ami
- New York Film Critics Circle Awards 1998 : meilleure actrice pour Mary à tout prix
- MTV Movie Awards 1999 : meilleure interprétation féminine pour Mary à tout prix
- American Comedy Awards 1999 : actrice la plus drôle pour Mary à tout prix
- Blockbuster Entertainment Awards 1999 : meilleure actrice pour Mary à tout prix
- ALMA Awards 2000 : meilleure actrice pour L'Enfer du dimanche
- Blockbuster Entertainment Awards 2000 : meilleure actrice pour L'Enfer du dimanche
- MTV Movie Awards 2001 : meilleure scène dansée pour Charlie et ses drôles de dames
- MTV Movie Awards 2001 : meilleure équipe pour Charlie et ses drôles de dames (avec Lucy Liu et Drew Barrymore)
- Boston Society of Film Critics Awards 2001 : meilleur second rôle féminin pour Vanilla Sky
- Chicago Film Critics Association Awards 2002 : meilleur second rôle féminin pour Vanilla Sky
- Imagen Awards 2004 : meilleure actrice pour Charlie's Angels 2
- Nom gravé sur la 2386e étoile sur le Hollywood Walk of Fame en 2009
- Teen Choice Awards 2011 : meilleure actrice de comédie pour Bad Teacher
- ShoWest Awards 2011 : Star féminine de l'année

### Nominations
- 1998 : Satellite Award de la meilleure actrice dans un second rôle pour Le Mariage de mon meilleur ami
- 1999 : Golden Globe de la meilleure actrice dans un film musical ou une comédie pour Mary à tout prix
- 2000 : Golden Globe de la meilleure actrice dans un second rôle pour Dans la peau de John Malkovich
- 2000 : British Academy Film Award de la meilleure actrice dans un second rôle pour Dans la peau de John Malkovich
- 2000 : Screen Actors Guild Award de la meilleure actrice dans un second rôle pour Dans la peau de John Malkovich
- 2000 : Satellite Award de la meilleure actrice dans un second rôle pour Dans la peau de John Malkovich
- 2001 : Saturn Award de la meilleure actrice dans un second rôle pour Charlie et ses drôles de dames
- 2001 : Satellite Award de la meilleure actrice pour Charlie et ses drôles de dames
- 2002 : Awards Circuit Community Awards de la meilleure distribution pour Gangs of New York partagée avec Leonardo DiCaprio, Daniel Day-Lewis, John C. Reilly, Liam Neeson, Henry Thomas, Brendan Gleeson, Jim Broadbent, Gary Lewis et Eddie Marsan
- 2002 : Golden Globe de la meilleure actrice dans un second rôle pour Vanilla Sky
- 2002 : Screen Actors Guild Award de la meilleure actrice dans un second rôle pour Vanilla Sky
- 2002 : Saturn Award de la meilleure actrice dans un second rôle pour Vanilla Sky
- 2003 : Italian Online Movie Awards de la meilleure actrice dans un second rôle pour Gangs of New York.
- 2003 : MTV Movie + TV Awards du meilleur baiser partagé avec Leonardo DiCaprio pour Gangs of New York.
- 2003 : Golden Globe de la meilleure actrice dans un second rôle pour Gangs of New York.

## Divers
Elle s'associe dans la fabrication d'un vin issu de l'agriculture biologique, sans produit chimique, Avaline, dont elle fait la promotion dans l'émission de Jimmy Fallon[source secondaire souhaitée].

## Voix francophones
En France, Barbara Tissier est la voix française régulière de Cameron Diaz depuis le film Mary à tout prix. Marjorie Frantz l'a également doublée à onze reprises, notamment dans les films Charlie et ses drôles de dames, L'Enfer du dimanche, Gangs of New York ou encore Ma vie pour la tienne. Elle a également été doublée à deux reprises par Déborah Perret dans les films L'Ultime Souper et Feeling Minnesota ainsi qu'à titre exceptionnel par Emmanuèle Bondeville dans The Mask et par Julie Turin dans Le Mariage de mon meilleur ami.
Au Québec, Camille Cyr-Desmarais est la voix québécoise régulière de l'actrice. Anne Bédard l'a double dans Le Masque et Marie-Andrée Corneille dans Minnesota Blues.
- Versions françaises :
  - Barbara Tissier dans 22 films (films d'animation inclus) dont : Mary à tout prix, série de films Shrek, Vanilla Sky, Night and Day, The Green Hornet, etc.
  - Marjorie Frantz dans 11 films dont : Dans la peau de John Malkovich, L'Enfer du dimanche, Gangs of New York, série de films Charlie et ses drôles de dames, Cartel, etc.

- Versions québécoises (la liste indique les titres québécois) :
  - Camille Cyr-Desmarais dans Marie a un je-ne-sais-quoi, Les Héros du dimanche, Un ciel couleur vanille, Nuit et Jour, Le Frelon Vert, etc.